# 300-е годы до н. э.
300-е (трёхсо́тые) го́ды до на́шей э́ры по пролептическому юлианскому календарю — промежуток времени с 1 января 309 года до н. э. по 31 декабря 300 года до н. э., включающий с 309 по 301 годы 10-го десятилетия IV века и 300 год 1-го десятилетия III века 1-го тысячелетия до н. э. Им предшествовали 310-е годы до н. э., за ними следовали 290-е годы до н. э. Они закончились 2325 лет назад.

## События
- 309 — в Риме «Год диктатора» (по фастам). Диктатор: Луций Папирий Курсор[1][2]; начальник конницы: Гай Юний Бубульк Брут[3]; проконсул: Квинт Фабий Максим Руллиан[4][5][6].
- 309 — Победа войск диктатора у Лонгулы. Л. Папирий нанёс новое сильное поражение самнитам (их «золотое» и «серебряное» войска). Триумф диктатора Л. Папирия. Самниты предложили мир, но не удалось согласиться относительно условий. Победа Кв. Фабия над этрусками у Перузия. Присоединение к Риму Перузия в Этрурии. Триумф Кв. Фабия.
- 309/308 — Афинский архонт-эпоним Деметрий.
- 309 — После смерти Клеомена II в спор из-за власти вступили его внук Арей и сын Клеоним. Геронты назвали царём Арея, но во главе войска поставлен Клеоним.
- 309—265 — Царь Спарты из рода Агидов Арей I.
- 309 — Птолемей прибыл с флотом к Фасалиде и взял город. Отсюда он переправился в Ликию, взял Ксанф и Кавн. Из Минда он отправился в Грецию, высадился на Истме, овладел Сикионом и Коринфом, оставил там свои гарнизоны и возвратился в Египет.
- Захват престола Боспорского государства Евмелом, младшим из братьев, претендующих на престол (правил до 304 года до н. э.).
- 308[7] — Консулы Публий Деций Мус (плебей) и Квинт Фабий Максим Руллиан (патриций). Претор Марк Валерий (4-й раз). Плебейский трибун Луций Фурий.
- 308 — Победа Кв. Фабия над самнитами и марсами, П.Деция над вольсинийцами, Кв. Фабия над умбрами.
- Тарквинии переходят в руки римлян.
- 308/7 — Афинский архонт-эпоним Харин.
- Зенон основывает собственную школу в Афинах.
- 307 — Консулы: Аппий Клавдий Цек (патриций) и Луций Волумний Фламма Виолент (плебей); проконсул: Квинт Фабий Максим Руллиан; курульный эдил: Луций Постумий Мегелл; цензоры: Гай Юний Бубульк Брут (плебей) и Марк Валерий Максим Корвин (патриций[8][9]).
- 307 — Победа Кв. Фабия над самнитами под Аллифами.
- 307 — Взятие Агафоклом Утики. Восстание в Сицилии ряда городов во главе с Акрагантом. Агафокл возвращается в Сицилию. Его армия в Африке сдаётся карфагенянам.
- 307/6 — Афинский архонт-эпоним Анаксикрат.
- 307 — Кассандр объявил войну Антигону. Деметрий переправился с огромным флотом из Эфеса в Аттику, занял Пирей и Афины, взял штурмом Мунихий и Мегары. Бегство Деметрия Фалерского в Фивы. Восстановление демократии в Афинах. Деметрий женился на Эвридике, вдове Офельта, правителя Кирены.
- 307 — Эпироты, не вынеся жестокости Алкета, убили его и двух его младших сыновей. Главкий с войском явился в Эпир и вернул Пирру престол.
- 307—302 — Царь Эпира Пирр I (319—272).
- 307 — Улин, великий князь из дома Чжао, разгромил племена линьху и лоуфань в Ордосе.
- 305—283 — царь Египта Птолемей, основатель династии Птолемеев.
- 304 — Консулы: Публий Семпроний Соф (будущий понтифик; плебей) и Публий Сульпиций Саверрион (патриций); плебейские эдилы: Гней Домиций Кальвин Максим, Гней Флавий и Квинт Аниций Пренестин[10][11][12]; цензоры: Квинт Фабий Максим Руллиан (патриций) и Публий Деций Мус (плебей); верховный понтифик: Публий Корнелий Сципион Барбат[13][14].
- В Древнем Риме ограничены права вольноотпущенников. Аппий Клавдий Цек составил и издал сборник формул, употреблявшихся при судопроизводстве. Гней Флавий (писец) освятил храм Согласия, преодолев сопротивление великого понтифика Корнелия Сципиона Барбата, который запретил освящать храм не консулу. Флавий утвердил новый порядок летоисчисления.
- Мир между Римом и самнитами. Самниты уступают Кампанию и некоторые незначительные округа Риму и приняты в равноправный союз. Победа над эквами, взят 31 город эквов, их племя почти уничтожено. Триумф Публия Сульпиция.
- Агафокл принимает титул «царя сицилийцев».
- Афиняне примирили Родос с Деметрием. Родос вынужден заключить союз с Антигоном. Деметрий вернулся в Элладу, прогнал Кассандра, разбил его у Фермопил и занял Гераклею. 6000 македонян перебежали к Деметрию. Деметрий объявил свободу всем грекам к югу от Фермопил. Деметрий высадился в Беотии. Фиванцы приняли его сторону.
- Деметрий захватил Филу и Панакт, где стояли отряды Кассандра, и направился в Пелопоннес, занял весь Скалистый берег и Аркадию, кроме Мантинеи, очистил от сторожевых отрядов Сикион, Аргос и Коринф. В Акрокоринфе он оставил гарнизон. В Аргосе он взял распорядительство на играх, женился на Деидамии, сестре Пирра, и был провозглашён вождём Эллады.
- 304/303 — Афинский архонт-эпоним Ферекл.
- 304/303-284/283 — Царь Боспора Спарток III. Договор с Афинами.
- 301 — Битва при Ипсе. Смерть Антигона Одноглазого.
- 301[15] — «Год диктатора» по фастам. Диктатор (№ 65) Марк Валерий Максим Корв, начальник конницы Марк Эмилий Павел. Легат Гней Фульвий.
- 301 — Война с этрусками. Победа и триумф М. В. Максима.
- 301/0 — Афинский архонт-эпоним Клеарх.
- 301 — Лисимах переправился в Азию, взял Сигей и отправил часть войска на завоевание Ионии и Элиды. Лисимах и его полководцы заняли Синаду, Эфес, Колофон и Сарды. Птолемей и Селевк движутся на Антигона. Лето — Битва при Ипсе, во Фригии. В ней приняли участие все цари, а также Пирр. Конница Деметрия разбила отряд Антиоха, сына Селевка. Но Деметрий увлёкся преследованием, и фаланга Антигона была разбита. Гибель Антигона.
- 301 — Селевк получил Сирию, а Лисимах — Малую Азию. Основание Селевком в Сирии Антиохии.
- 301 — Деметрий бежал к Эфесу, а затем приплыл в Грецию. Афиняне отложились от него и проводили его жену Деидамию в Мегары. Города на Истме изгоняли сторожевые отряды Деметрия. Деметрий направился к Херсонесу, а в Греции оставил Пирра. Деметрий стал разорять земли Лисимаха.